# Bansi Kaul
Bansi Kaul (Srinagar, 23 de agosto de 1949 - Nueva Delhi, 6 de febrero de 2021) fue un director de teatro indio y fundador de Rang Vidushak, un grupo de teatro en Bhopal. Recibió el Padma Shri, el cuarto honor civil más alto de la India, en 2014, y el Premio Sangeet Natak Akademi en 1995. Algunas de sus obras notables incluyeron Aala Afsar, Kahan Kabir y Sidhi Dar Sidhi urf Tukke pe Tukka. Fue diseñador y director asociado de espectáculos para la ceremonia de apertura de los Juegos de la Commonwealth de 2010 y también director de arte del Festival Khajuraho de 1986 y 1987.

## Primeros años
Bansi Kaul nació el 23 de agosto de 1949 en una familia Pandit de Cachemira en Srinagar, Jammu y Cachemira. Se interesó por el arte y la pintura desde muy joven. Estuvo expuesto a grupos de teatro de aficionados en Cachemira. Se mudó a Nueva Delhi para unirse a la Escuela Nacional de Drama (NSD), pero no calificó por primera vez, antes de volver a intentarlo con éxito. Se graduó del instituto con especialización en artes escénicas en 1973.

## Carrera
Kaul comenzó su carrera como director en la NSD Repertory Company de la National School of Drama y también fue miembro de la facultad del departamento de extensión de la escuela, antes de formar su propio grupo de teatro en 1984. En 1986, fundó Rang Vidushak, un grupo de teatro con sede en Bhopal, que incorporó modismos populares en su producción y desarrolló un nuevo lenguaje de teatro de payasos. El grupo actuó en la India y en el extranjero en varios idiomas, como hindi, punjabi, sánscrito, tamil y cingalés.
Kaul dirigió y produjo más de 100 obras de teatro a través de su carrera, con algunos de sus notables obras incluidas Aala Afsar basado en la obra satírica de Nikolai Gogol, "The Government Inspector", Kahan Kabir basado en las obras completas del poeta-santo Kabir, y URF MT Dar MT Tukke pe Tukka una adaptación del cuento popular chino "Tres promociones en sucesión". La mayoría de sus obras se basaron en el estilo de teatro callejero de Nautanki. Otros trabajos incluyeron Mrichakatikam, Raja Agnivarna ka Pair, Agnileek, Veini Samhaar, Dashkumar Charitham, Sharvilk, Pancharathram, Andha Yug, Khel Guru Ka, Jo Ram Rachi Raakha, Aranyadhipathi Tantyamaama, Zindagi aur Zyonk, y Vatan kagar Ragar. En una revisión de una retrospectiva de sus obras, Rang-Bansi (Colors of Bansi), el periódico The Hindu escribió: "Como diseñador, él (Kaul) recorre dos mundos: el diseñador de megaeventos con muchos recursos y el diseñador de las producciones teatrales que padecen una absoluta escasez de fondos".
A través de sus obras, exploró la política de la risa y estudió acertijos y mitos en los cuentos populares tradicionales indios, incluidos los payasos o Vidushak, en la figura central de sus obras. Su última producción Paglaye Gusse Ka Dhuan en 2019 fue para Bhartendu Natya Akademi, con sede en Lucknow. La obra se basó en las obras de poetas de Cachemira y abordó el tema del éxodo de los pandits de Cachemira durante años de militancia en el estado.
Aprovechando su formación en el arte escénico, trabajó como director de arte para el Festival Khajuraho de 1986 y 1987 y también para el Festival de la India en China, Suiza y la URSS. Kaul fue uno de los diseñadores principales y director asociado de espectáculos de la ceremonia de apertura de los Juegos de la Commonwealth de 2010. Hablando de su mandato, diría que el requisito era traer la cultura y los temas indios al evento, sin dejar que Bollywood se presentara como la "única identidad cultural del país".
Fue galardonado con el premio Sangeet Natak Akademi de 1995 y el Padma Shri, el cuarto honor civil más alto de la India en 2014. También recibió el premio Rashtriya Kalidas Samman de 2016 por Kahan Kabir. Recibió el Shikhar Samman de 1994 del Gobierno de Madhya Pradesh y el Premio Safdar Hashmi de 1995 de Uttar Pradesh Sangeet Natak Akademi.

## Vida personal
Kaul estaba casado con la artista de teatro Anjana Puri. Puri fue galardonada con el Sangeet Natak Akademi y compuso música para muchas de sus producciones. Kaul falleció el 6 de febrero de 2021 en Nueva Delhi a causa de cáncer. Tenía setenta y un años.